# Bostik
Bostik AB är ett företag för framställning av lim och tätningsmedel, baserat i Helsingborg. Företaget har cirka 105 anställda och omsatte 456 750 Tkronor 2019.
Företaget grundades 1911 som Boston Blacking Company på Tågaborg i Helsingborg, där man producerade limprodukter åt den amerikanska skomaskinstillverkaren United Shoe Machinery Coorporation. Man producerade även den klassiska skokrämen Boston Shoe Cream och i mellankrigstiden utvecklade man lim- och tätningsmedlet Bostik, som alltmer kom att förknippas med företaget. 1949 flyttades verksamheten till Raus plantering vid Sydhamnen i samma stad och på 50-talet utvecklades företaget med limmer åt byggnadsindustrin och för privatkonsumenter. 1994 sålde man produktionen av Boston Shoe Cream till ett företag på Irland, som numera tillverkar skokrämen under namnet Boston Scandinavia. Sedan 1990 ägs Bostik av det franska oljeföretaget Total SA.